# Callonychium petuniae
Callonychium petuniae is een vliesvleugelig insect uit de familie Andrenidae. De wetenschappelijke naam van de soort is voor het eerst geldig gepubliceerd in 1990 door Cure & Wittman.